# Župna crkva sv. Petra i Pavla u Gračanima
Župna crkva sv. Petra i Pavla katolička je crkva koja se nalazi u zagrebačkoj četvrti Podsljeme u naselju Gračani. Župna crkva je kuća koja je bila izgrađena početkom 19. stoljeća, a 1983. godine je preuređena u župnu crkvu. U lipnju 1983. godine posvetio ju je kardinal Franjo Kuharić.

## Povijest
Crkva se nalazi u ulici Bešići u istočnom dijelu Gračana, a oko ulice se nalazi manje naselje. 
Nakon što je 1979. godine nadbiskup Franjo Kuharić donio Dekret kojim osniva župu sv. Petra i Pavla Zagreb-Bešići, Stanko Bešić prodaje župi svoju kuću i zemljište. Novac za kupnju je prikupljen darom župljana i donacijom nadbiskupije. Kuća koje je kupljena za potrebe novosnovane župe nekada je služila kao mlin na potoku Bliznec, no izgubila je svoju prvotnu funkciju nakon što je potoku skrenuto korito. U znak sjećanja na prijašnju namjenu objekta, mlinski kamen žrvanj postavljen je ispod oltara crkve i služi kao potporanj oltarnom stolu.

## Galerija
- Zvonik
- Predcorje i ulaz u crkvu
- Pogled na oltar
- Oltarni stol i mlinski kamen žrvanj
- Sv. Petar i Pavao
- Unutrašnjost crkve
- Unutrašnjost crkve - tebernakul
- Klupe i križni put na bočnom zidu
- Pogled s oltara prema prostoru vjernika